# 《美国骗局》获奖名单
《美国骗局》是一部2013年的美国喜剧犯罪剧情片，由大卫·欧·拉塞尔执导并和埃里克·沃伦·辛格（Eric Warren Singer）共同编剧，根据20世纪70年代末到80年代初美国联邦调查局的阿布斯坎（ABSCAM）行动改编。电影在波士顿、伍斯特和纽约取景，主要演员包括克里斯蒂安·贝尔、艾美·亚当斯、布莱德利·库珀、杰瑞米·雷纳和詹妮弗·劳伦斯。
哥伦比亚电影公司从2013年12月13日开始在6家电影院限量放映《美国骗局》，12月20日再开始在美国和加拿大的超过2500家电影院全面上映。影片以4000万美元的拍摄预算获得了超过2.51亿美元的全球票房，创下了拉塞尔作品商业收益的新纪录。根据烂蕃茄上收集的245篇评论文章，其中有228篇给出了“新鲜”的正面评价，新鲜度达93%，平均评分8.2（最高10分）；而在上收集的47篇评论中则有46篇给出好评，1篇褒贬不一，综合评分90（最高100）。
在第86届奥斯卡金像奖角逐中，《美国骗局》和《地心引力》均以10项提名领跑，并且成为奥斯卡金像奖历史上第15部获得全部4项演员类奖项提名的电影，但最终这10项提名均未能获奖。在第71届金球奖角逐中，影片获得了7项提名，最终有最佳影片（音乐剧/喜剧类）、最佳电影女主角（音乐剧/喜剧类）（艾米·亚当斯）和最佳女配角奖（詹妮弗·劳伦斯）三项胜出。《美国骗局》获得了10项英国电影学院奖提名，最终赢得了原著剧本奖和化妆与发型奖的同时，还为劳伦斯赢得了最佳女配角奖。影片还在第20届美国演员工会奖角逐中获得了群体演出奖，并获美国导演工会奖、制片人工会奖和编剧工会奖提名。美国电影学会将本片列入2013年十大佳片榜单。

## 荣誉
| 类别                             | 颁奖日期       | 奖项                                 | 获奖或提名人 | 结果  | 来源                 |
| -------------------------------- | -------------- | ------------------------------------ | --- | ----- | -------------------- |
| 澳大利亚电影和电视艺术学院国际奖 | 2014年1月10日  | 最佳影片                             | 查尔斯·罗文（Charles Roven）、理查德·萨科（Richard Suckle）和梅根·艾利森 | 提名  | [ 17 ] [ 18 ]        |
| 澳大利亚电影和电视艺术学院国际奖 | 2014年1月10日  | 最佳导演                             | 大卫·欧·拉塞尔 | 提名  | [ 17 ] [ 18 ]        |
| 澳大利亚电影和电视艺术学院国际奖 | 2014年1月10日  | 最佳编剧                             | 埃里克·沃伦·辛格和大卫·欧·拉塞尔 | 獲獎  | [ 17 ] [ 18 ]        |
| 澳大利亚电影和电视艺术学院国际奖 | 2014年1月10日  | 最佳男主角                           | 克里斯蒂安·贝尔 | 提名  | [ 17 ] [ 18 ]        |
| 澳大利亚电影和电视艺术学院国际奖 | 2014年1月10日  | 最佳女主角                           | 艾米·亚当斯 | 提名  | [ 17 ] [ 18 ]        |
| 澳大利亚电影和电视艺术学院国际奖 | 2014年1月10日  | 最佳男配角                           | 布莱德利·库珀 | 提名  | [ 17 ] [ 18 ]        |
| 澳大利亚电影和电视艺术学院国际奖 | 2014年1月10日  | 最佳女配角                           | 詹妮弗·劳伦斯 | 獲獎  | [ 17 ] [ 18 ]        |
| 奥斯卡金像奖                     | 2014年3月2日   | 最佳影片                             | 查尔斯·罗文、理查德·萨科、梅根·艾利森和乔纳森·戈登（Jonathan Gordon） | 提名  | [ 19 ]               |
| 奥斯卡金像奖                     | 2014年3月2日   | 导演                                 | 大卫·欧·拉塞尔 | 提名  | [ 19 ]               |
| 奥斯卡金像奖                     | 2014年3月2日   | 男主角                               | 克里斯蒂安·贝尔 | 提名  | [ 19 ]               |
| 奥斯卡金像奖                     | 2014年3月2日   | 女主角                               | 艾米·亚当斯 | 提名  | [ 19 ]               |
| 奥斯卡金像奖                     | 2014年3月2日   | 男配角                               | 布莱德利·库珀 | 提名  | [ 19 ]               |
| 奥斯卡金像奖                     | 2014年3月2日   | 女配角                               | 詹妮弗·劳伦斯 | 提名  | [ 19 ]               |
| 奥斯卡金像奖                     | 2014年3月2日   | 原著剧本                             | 埃里克·沃伦·辛格和大卫·欧·拉塞尔 | 提名  | [ 19 ]               |
| 奥斯卡金像奖                     | 2014年3月2日   | 剪辑                                 | 杰伊·卡西迪（Jay Cassidy）、克里斯宾·斯特拉瑟斯（Crispin Struthers）和艾伦·鲍姆嘉通（Alan Baumgarten） | 提名  | [ 19 ]               |
| 奥斯卡金像奖                     | 2014年3月2日   | 服装设计                             | 迈克尔·威尔金森（Michael Wilkinson） | 提名  | [ 19 ]               |
| 奥斯卡金像奖                     | 2014年3月2日   | 艺术指导                             | 朱迪·贝克尔（Judy Becker）和希瑟·洛弗勒（Heather Loeffler） | 提名  | [ 19 ]               |
| 女性电影记者联盟                 | 2013年12月16日 | 最佳影片                             | 《美国骗局》 | 提名  | [ 20 ] [ 21 ]        |
| 女性电影记者联盟                 | 2013年12月16日 | 最佳导演（女性或男性）               | 大卫·欧·拉塞尔 | 提名  | [ 20 ] [ 21 ]        |
| 女性电影记者联盟                 | 2013年12月16日 | 最佳女配角                           | 詹妮弗·劳伦斯 | 提名  | [ 20 ] [ 21 ]        |
| 女性电影记者联盟                 | 2013年12月16日 | 最佳原著剧本                         | 埃里克·沃伦·辛格和大卫·欧·拉塞尔 | 提名  | [ 20 ] [ 21 ]        |
| 女性电影记者联盟                 | 2013年12月16日 | 最佳群体演员                         | 《美国骗局》 | 獲獎  | [ 20 ] [ 21 ]        |
| 女性电影记者联盟                 | 2013年12月16日 | 最佳剪辑                             | 杰伊·卡西迪、克里斯宾·斯特拉瑟斯和艾伦·鲍姆嘉通 | 提名  | [ 20 ] [ 21 ]        |
| 女性电影记者联盟                 | 2013年12月16日 | 女性电影记者联盟女性标志奖           | 詹妮弗·劳伦斯，表彰她在《美国骗局》和《饥饿游戏：星火燎原》中的精彩表现，并且非常恰当地面对自己的极高知名度。                                                                             | 提名  | [ 20 ] [ 21 ]        |
| 美国退休人员协会年度成人电影奖   | 2014年1月6日   | 最佳时间胶囊                         | 《美国骗局》 | 獲獎  | [ 22 ]               |
| 美国电影电视剪接师协会           | 2014年2月7日   | 最佳剪辑长片电影（音乐剧/喜剧类）    | 杰伊·卡西迪、克里斯宾·斯特拉瑟斯和艾伦·鲍姆嘉通 | 獲獎  | [ 23 ] [ 24 ]        |
| 美国电影学会                     | 2014年1月10日  | 年度十大佳片                         | 梅根·艾利森、查尔斯·罗文和理查德·萨科 | 獲獎  | [ 16 ]               |
| 艺术指导公会                     | 2014年2月8日   | 最佳艺术指导（时代剧类）             | 朱迪·贝克尔 | 提名  | [ 25 ]               |
| 英国电影学院奖                   | 2014年2月16日  | 最佳影片                             | 查尔斯·罗文、理查德·萨科、梅根·艾利森和乔纳森·戈登 | 提名  | [ 10 ] [ 11 ]        |
| 英国电影学院奖                   | 2014年2月16日  | 最佳导演                             | 大卫·欧·拉塞尔 | 提名  | [ 10 ] [ 11 ]        |
| 英国电影学院奖                   | 2014年2月16日  | 最佳男主角                           | 克里斯蒂安·贝尔 | 提名  | [ 10 ] [ 11 ]        |
| 英国电影学院奖                   | 2014年2月16日  | 最佳女主角                           | 艾米·亚当斯 | 提名  | [ 10 ] [ 11 ]        |
| 英国电影学院奖                   | 2014年2月16日  | 最佳男配角                           | 布莱德利·库珀 | 提名  | [ 10 ] [ 11 ]        |
| 英国电影学院奖                   | 2014年2月16日  | 最佳女配角                           | 詹妮弗·劳伦斯 | 獲獎  | [ 10 ] [ 11 ]        |
| 英国电影学院奖                   | 2014年2月16日  | 最佳原著剧本                         | 大卫·欧·拉塞尔和埃里克·沃伦·辛格 | 獲獎  | [ 10 ] [ 11 ]        |
| 英国电影学院奖                   | 2014年2月16日  | 最佳艺术指导                         | 朱迪·贝克尔 | 提名  | [ 10 ] [ 11 ]        |
| 英国电影学院奖                   | 2014年2月16日  | 最佳服装设计                         | 迈克尔·威尔金森 | 提名  | [ 10 ] [ 11 ]        |
| 英国电影学院奖                   | 2014年2月16日  | 最佳化妆和发型                       | 伊夫琳·诺拉兹（Evelyne Noraz）、洛瑞·麦考伊-贝尔（Lori McCoy-Bell）、凯瑟琳·戈登（Kathrine Gordon） | 獲獎  | [ 10 ] [ 11 ]        |
| 广播影评人协会                   | 2014年1月16日  | 最佳影片                             | 《美国骗局》 | 提名  | [ 26 ] [ 27 ]        |
| 广播影评人协会                   | 2014年1月16日  | 最佳导演                             | 大卫·欧·拉塞尔 | 提名  | [ 26 ] [ 27 ]        |
| 广播影评人协会                   | 2014年1月16日  | 最佳男主角                           | 克里斯蒂安·贝尔 | 提名  | [ 26 ] [ 27 ]        |
| 广播影评人协会                   | 2014年1月16日  | 最佳男配角                           | 布莱德利·库珀 | 提名  | [ 26 ] [ 27 ]        |
| 广播影评人协会                   | 2014年1月16日  | 最佳女配角                           | 詹妮弗·劳伦斯 | 提名  | [ 26 ] [ 27 ]        |
| 广播影评人协会                   | 2014年1月16日  | 最佳群体演员                         | 《美国骗局》 | 獲獎  | [ 26 ] [ 27 ]        |
| 广播影评人协会                   | 2014年1月16日  | 最佳原著剧本                         | 埃里克·沃伦·辛格和大卫·欧·拉塞尔 | 提名  | [ 26 ] [ 27 ]        |
| 广播影评人协会                   | 2014年1月16日  | 最佳喜剧片                           | 《美国骗局》 | 獲獎  | [ 26 ] [ 27 ]        |
| 广播影评人协会                   | 2014年1月16日  | 最佳喜剧男演员                       | 克里斯蒂安·贝尔 | 提名  | [ 26 ] [ 27 ]        |
| 广播影评人协会                   | 2014年1月16日  | 最佳喜剧女演员                       | 艾米·亚当斯 | 獲獎  | [ 26 ] [ 27 ]        |
| 广播影评人协会                   | 2014年1月16日  | 最佳服装设计                         | 迈克尔·威尔金森 | 提名  | [ 26 ] [ 27 ]        |
| 广播影评人协会                   | 2014年1月16日  | 最佳剪辑                             | 杰伊·卡西迪、克里斯宾·斯特拉瑟斯和艾伦·鲍姆嘉通 | 提名  | [ 26 ] [ 27 ]        |
| 广播影评人协会                   | 2014年1月16日  | 最佳化妆                             | 《美国骗局》 | 獲獎  | [ 26 ] [ 27 ]        |
| 俄亥俄中部影评人协会             | 2014年1月2日   | 最佳影片                             | 《美国骗局》 | 第3名 | [ 28 ] [ 29 ]        |
| 俄亥俄中部影评人协会             | 2014年1月2日   | 最佳导演                             | 大卫·欧·拉塞尔 | 提名  | [ 28 ] [ 29 ]        |
| 俄亥俄中部影评人协会             | 2014年1月2日   | 最佳女主角                           | 艾米·亚当斯 | 提名  | [ 28 ] [ 29 ]        |
| 俄亥俄中部影评人协会             | 2014年1月2日   | 最佳女配角                           | 詹妮弗·劳伦斯 | 獲獎  | [ 28 ] [ 29 ]        |
| 俄亥俄中部影评人协会             | 2014年1月2日   | 最佳群体演出                         | 《美国骗局》 | 獲獎  | [ 28 ] [ 29 ]        |
| 俄亥俄中部影评人协会             | 2014年1月2日   | 年度演员（所有作品都具有示范性价值） | 艾米·亚当斯 （《美国骗局》《超人：钢铁英雄》和《她》） | 提名  | [ 28 ] [ 29 ]        |
| 俄亥俄中部影评人协会             | 2014年1月2日   | 年度演员（所有作品都具有示范性价值） | 詹妮弗·劳伦斯 （《美国骗局》和《饥饿游戏：星火燎原 (电影)》 | 提名  | [ 28 ] [ 29 ]        |
| 俄亥俄中部影评人协会             | 2014年1月2日   | 最佳原著剧本                         | 大卫·欧·拉塞尔和埃里克·沃伦·辛格 | 提名  | [ 28 ] [ 29 ]        |
| 芝加哥影评人协会                 | 2013年12月16日 | 最佳影片                             | 《美国骗局》 | 提名  | [ 30 ] [ 31 ]        |
| 芝加哥影评人协会                 | 2013年12月16日 | 最佳导演                             | 大卫·欧·拉塞尔 | 提名  | [ 30 ] [ 31 ]        |
| 芝加哥影评人协会                 | 2013年12月16日 | 最佳女配角                           | 詹妮弗·劳伦斯 | 提名  | [ 30 ] [ 31 ]        |
| 芝加哥影评人协会                 | 2013年12月16日 | 最佳原著剧本                         | 埃里克·沃伦·辛格和大卫·欧·拉塞尔 | 提名  | [ 30 ] [ 31 ]        |
| 芝加哥影评人协会                 | 2013年12月16日 | 最佳剪辑                             | 杰伊·卡西迪、克里斯宾·斯特拉瑟斯和艾伦·鲍姆嘉通 | 提名  | [ 30 ] [ 31 ]        |
| 服装设计师工会                   | 2014年2月22日  | 最佳服装设计（时代剧类）             | 迈克尔·威尔金森 | 提名  | [ 32 ]               |
| 达拉斯—沃斯堡影评人协会          | 2013年12月16日 | 最佳影片                             | 《美国骗局》 | 第4名 | [ 33 ]               |
| 达拉斯—沃斯堡影评人协会          | 2013年12月16日 | 最佳导演                             | 大卫·欧·拉塞尔 | 第4名 | [ 33 ]               |
| 达拉斯—沃斯堡影评人协会          | 2013年12月16日 | 最佳女配角                           | 詹妮弗·劳伦斯 | 第3名 | [ 33 ]               |
| 丹佛影评人协会                   | 2014年1月13日  | 最佳影片                             | 《美国骗局》 | 提名  | [ 34 ] [ 35 ]        |
| 丹佛影评人协会                   | 2014年1月13日  | 最佳导演                             | 大卫·欧·拉塞尔 | 提名  | [ 34 ] [ 35 ]        |
| 丹佛影评人协会                   | 2014年1月13日  | 最佳男主角                           | 克里斯蒂安·贝尔 | 提名  | [ 34 ] [ 35 ]        |
| 丹佛影评人协会                   | 2014年1月13日  | 最佳女主角                           | 艾米·亚当斯 | 提名  | [ 34 ] [ 35 ]        |
| 丹佛影评人协会                   | 2014年1月13日  | 最佳女配角                           | 詹妮弗·劳伦斯 | 獲獎  | [ 34 ] [ 35 ]        |
| 丹佛影评人协会                   | 2014年1月13日  | 最佳原著剧本                         | 埃里克·沃伦·辛格和大卫·欧·拉塞尔 | 獲獎  | [ 34 ] [ 35 ]        |
| 底特律影评人协会                 | 2013年12月13日 | 最佳导演                             | 大卫·欧·拉塞尔 | 提名  | [ 36 ] [ 37 ]        |
| 底特律影评人协会                 | 2013年12月13日 | 最佳女主角                           | 艾米·亚当斯 | 提名  | [ 36 ] [ 37 ]        |
| 底特律影评人协会                 | 2013年12月13日 | 最佳女配角                           | 詹妮弗·劳伦斯 | 提名  | [ 36 ] [ 37 ]        |
| 底特律影评人协会                 | 2013年12月13日 | 最佳群体演出                         | 《美国骗局》 | 獲獎  | [ 36 ] [ 37 ]        |
| 底特律影评人协会                 | 2013年12月13日 | 最佳编剧                             | 埃里克·沃伦·辛格和大卫·欧·拉塞尔 | 提名  | [ 36 ] [ 37 ]        |
| 美国导演工会奖                   | 2014年1月25日  | 最佳长片电影导演                     | 大卫·欧·拉塞尔 | 提名  | [ 13 ]               |
| 道林奖                           | 2014年1月21日  | 年度电影                             | 《美国骗局》 | 提名  | [ 38 ] [ 39 ] [ 40 ] |
| 帝国奖                           | 2014年3月30日  | 最佳女主角                           | 艾米·亚当斯 | 提名  | [ 41 ] [ 42 ]        |
| 帝国奖                           | 2014年3月30日  | 最佳女配角                           | 詹妮弗·劳伦斯 | 提名  | [ 41 ] [ 42 ]        |
| 佛罗里达影评人协会               | 2013年12月18日 | 最佳影片                             | 《美国骗局》 | 第2名 | [ 43 ]               |
| 佛罗里达影评人协会               | 2013年12月18日 | 最佳女配角                           | 詹妮弗·劳伦斯 | 第2名 | [ 43 ]               |
| 佛罗里达影评人协会               | 2013年12月18日 | 最佳原著剧本                         | 大卫·欧·拉塞尔 | 第2名 | [ 43 ]               |
| 佛罗里达影评人协会               | 2013年12月18日 | 最佳艺术指导                         | 朱迪·贝克尔、杰西·罗森塔尔（Jesse Rosenthal） | 第2名 | [ 43 ]               |
| 金球奖                           | 2014年1月12日  | 最佳影片（音乐剧/喜剧类）            | 《美国骗局》 | 獲獎  | [ 8 ] [ 9 ]          |
| 金球奖                           | 2014年1月12日  | 最佳导演                             | 大卫·欧·拉塞尔 | 提名  | [ 8 ] [ 9 ]          |
| 金球奖                           | 2014年1月12日  | 最佳电影男主角（音乐剧/喜剧类）      | 克里斯蒂安·贝尔 | 提名  | [ 8 ] [ 9 ]          |
| 金球奖                           | 2014年1月12日  | 最佳电影女主角（音乐剧/喜剧类）      | 艾米·亚当斯 | 獲獎  | [ 8 ] [ 9 ]          |
| 金球奖                           | 2014年1月12日  | 最佳电影男配角                       | 布莱德利·库珀 | 提名  | [ 8 ] [ 9 ]          |
| 金球奖                           | 2014年1月12日  | 最佳电影女配角                       | 詹妮弗·劳伦斯 | 獲獎  | [ 8 ] [ 9 ]          |
| 金球奖                           | 2014年1月12日  | 最佳编剧                             | 埃里克·沃伦·辛格和大卫·欧·拉塞尔 | 提名  | [ 8 ] [ 9 ]          |
| 好莱坞电影节                     | 2013年10月21日 | 最佳服装设计                         | 迈克尔·威尔金森 | 獲獎  | [ 44 ]               |
| 好莱坞电影节                     | 2013年10月21日 | 最佳艺术指导                         | 朱迪·贝克尔 | 獲獎  | [ 44 ]               |
| 休斯顿影评人协会                 | 2013年12月15日 | 最佳影片                             | 《美国骗局》 | 提名  | [ 45 ] [ 46 ]        |
| 休斯顿影评人协会                 | 2013年12月15日 | 最佳女配角                           | 詹妮弗·劳伦斯 | 提名  | [ 45 ] [ 46 ]        |
| 休斯顿影评人协会                 | 2013年12月15日 | 最佳编剧                             | 埃里克·沃伦·辛格和大卫·欧·拉塞尔 | 提名  | [ 45 ] [ 46 ]        |
| 印第安纳电影记者协会             | 2013年12月16日 | 最佳女配角                           | 詹妮弗·劳伦斯 | 獲獎  | [ 47 ]               |
| 印第安纳电影记者协会             | 2013年12月16日 | 最佳男配角                           | 杰瑞米·雷纳 | 第2名 | [ 47 ]               |
| 爱尔兰电影电视奖                 | 2014年4月5日   | 国际女演员                           | 艾米·亚当斯 | 提名  | [ 48 ] [ 49 ]        |
| 拉斯维加斯影评人协会             | 2013年12月18日 | 年度十大佳片                         | 《美国骗局》 | 第5名 | [ 50 ]               |
| 美国外景制片从业者公会           | 2014年3月29日  | 长片电影类外景制片杰出成就奖         | 大卫·韦拉斯科（David Velasco） | 提名  | [ 51 ]               |
| 美国外景制片从业者公会           | 2014年3月29日  | 最佳外景长片电影                     | 《美国骗局》 | 提名  | [ 51 ]               |
| 伦敦影评人协会奖                 | 2014年2月2日   | 年度女配角                           | 詹妮弗·劳伦斯 | 提名  | [ 52 ]               |
| 伦敦影评人协会奖                 | 2014年2月2日   | 年度英国男演员                       | 克里斯蒂安·贝尔 （《美国骗局》和《逃出熔炉》） | 提名  | [ 52 ]               |
| 伦敦影评人协会奖                 | 2014年2月2日   | 技术成就奖                           | 朱迪·贝克尔 （艺术指导） | 提名  | [ 52 ]               |
| 金卷轴奖                         | 2014年2月16日  | 最佳音效剪辑：长片电影音乐           | 苏珊·雅各布斯（Susan Jacobs） | 提名  | [ 53 ] [ 54 ]        |
| 金卷轴奖                         | 2014年2月16日  | 最佳音乐剪辑：长片电影对白和音效     | 约翰·罗斯（John Ross） | 提名  | [ 53 ] [ 54 ]        |
| MTV电影大奖                      | 2014年4月13日  | 年度电影                             | 《美国骗局》 | 提名  | [ 55 ]               |
| MTV电影大奖                      | 2014年4月13日  | 最佳男演员                           | 布莱德利·库珀 | 提名  | [ 55 ]               |
| MTV电影大奖                      | 2014年4月13日  | 最佳女演员                           | 艾米·亚当斯 | 提名  | [ 55 ]               |
| MTV电影大奖                      | 2014年4月13日  | 最佳银幕搭档                         | 艾米·亚当斯和克里斯蒂安·贝尔 | 提名  | [ 55 ]               |
| MTV电影大奖                      | 2014年4月13日  | 最佳银幕之吻                         | 詹妮弗·劳伦斯和艾米·亚当斯 | 提名  | [ 55 ]               |
| MTV电影大奖                      | 2014年4月13日  | 最佳音乐瞬间                         | 詹妮弗·劳伦斯演唱“” | 提名  | [ 55 ]               |
| MTV电影大奖                      | 2014年4月13日  | 最佳银幕转型                         | 克里斯蒂安·贝尔 | 提名  | [ 55 ]               |
| MTV电影大奖                      | 2014年4月13日  | 最佳客串                             | 罗伯特·德尼罗 | 提名  | [ 55 ]               |
| 国家影评人协会                   | 2014年1月4日   | 最佳女配角                           | 詹妮弗·劳伦斯 | 獲獎  | [ 56 ]               |
| 纽约影评人协会                   | 2013年12月3日  | 最佳影片                             | 《美国骗局》 | 獲獎  | [ 57 ]               |
| 纽约影评人协会                   | 2013年12月3日  | 最佳女主角                           | 艾米·亚当斯 | 第2名 | [ 57 ]               |
| 纽约影评人协会                   | 2013年12月3日  | 最佳女配角                           | 詹妮弗·劳伦斯 | 獲獎  | [ 57 ]               |
| 纽约影评人协会                   | 2013年12月3日  | 最佳编剧                             | 埃里克·沃伦·辛格和大卫·欧·拉塞尔 | 獲獎  | [ 57 ]               |
| 纽约在线影评人协会               | 2013年12月8日  | 最佳群体演出                         | 《美国骗局》 | 獲獎  | [ 58 ]               |
| 北德克萨斯影评人协会             | 2014年1月7日   | 最佳女配角                           | 詹妮弗·劳伦斯 | 獲獎  | [ 59 ]               |
| 俄克拉荷马影评人协会             | 2014年1月7日   | 十大佳片                             | 《美国骗局》 | 第2名 | [ 60 ]               |
| 俄克拉荷马影评人协会             | 2014年1月7日   | 最佳女配角                           | 詹妮弗·劳伦斯 | 獲獎  | [ 60 ]               |
| 在线影评人协会                   | 2013年12月16日 | 最佳影片                             | 《美国骗局》 | 提名  | [ 61 ]               |
| 在线影评人协会                   | 2013年12月16日 | 最佳女主角                           | 艾米·亚当斯 | 提名  | [ 61 ]               |
| 在线影评人协会                   | 2013年12月16日 | 最佳女配角                           | 詹妮弗·劳伦斯 | 提名  | [ 61 ]               |
| 在线影评人协会                   | 2013年12月16日 | 最佳原著剧本                         | 埃里克·沃伦·辛格和大卫·欧·拉塞尔 | 提名  | [ 61 ]               |
| 棕榈泉国际电影节                 | 2014年1月13日  | 最佳群体演出                         | 《美国骗局》 | 獲獎  | [ 62 ]               |
| 凤凰城影评人协会                 | 2013年12月17日 | 十大佳片                             | 《美国骗局》 | 獲獎  | [ 63 ] [ 64 ]        |
| 凤凰城影评人协会                 | 2013年12月17日 | 最佳影片                             | 《美国骗局》 | 提名  | [ 63 ] [ 64 ]        |
| 凤凰城影评人协会                 | 2013年12月17日 | 最佳女配角                           | 詹妮弗·劳伦斯 | 提名  | [ 63 ] [ 64 ]        |
| 凤凰城影评人协会                 | 2013年12月17日 | 最佳群体演出                         | 《美国骗局》 | 獲獎  | [ 63 ] [ 64 ]        |
| 凤凰城影评人协会                 | 2013年12月17日 | 最佳服装设计                         | 迈克尔·威尔金森 | 提名  | [ 63 ] [ 64 ]        |
| 凤凰城影评人协会                 | 2013年12月17日 | 最佳剪辑                             | 杰伊·卡西迪、克里斯宾·斯特拉瑟斯和艾伦·鲍姆嘉通 | 提名  | [ 63 ] [ 64 ]        |
| 美国制片人工会奖                 | 2014年1月19日  | 最佳剧场电影                         | 《美国骗局》 | 提名  | [ 14 ]               |
| 圣地亚哥影评人协会               | 2013年12月17日 | 最佳女配角                           | 詹妮弗·劳伦斯 | 提名  | [ 65 ] [ 66 ]        |
| 圣地亚哥影评人协会               | 2013年12月17日 | 最佳群体演出                         | 《美国骗局》 | 獲獎  | [ 65 ] [ 66 ]        |
| 旧金山影评人协会                 | 2013年12月15日 | 最佳影片                             | 《美国骗局》 | 提名  | [ 67 ] [ 68 ]        |
| 旧金山影评人协会                 | 2013年12月15日 | 最佳导演                             | 大卫·欧·拉塞尔 | 提名  | [ 67 ] [ 68 ]        |
| 旧金山影评人协会                 | 2013年12月15日 | 最佳女配角                           | 詹妮弗·劳伦斯 | 獲獎  | [ 67 ] [ 68 ]        |
| 旧金山影评人协会                 | 2013年12月15日 | 最佳原著剧本                         | 埃里克·沃伦·辛格和大卫·欧·拉塞尔 | 獲獎  | [ 67 ] [ 68 ]        |
| 旧金山影评人协会                 | 2013年12月15日 | 最佳艺术指导                         | 朱迪·贝克尔 | 提名  | [ 67 ] [ 68 ]        |
| 旧金山影评人协会                 | 2013年12月15日 | 最佳剪辑                             | 杰伊·卡西迪、克里斯宾·斯特拉瑟斯和艾伦·鲍姆嘉通 | 提名  | [ 67 ] [ 68 ]        |
| 卫星奖                           | 2014年2月23日  | 最佳影片                             | 《美国骗局》 | 提名  | [ 69 ] [ 70 ]        |
| 卫星奖                           | 2014年2月23日  | 最佳导演                             | 大卫·欧·拉塞尔 | 提名  | [ 69 ] [ 70 ]        |
| 卫星奖                           | 2014年2月23日  | 最佳电影男主角                       | 克里斯蒂安·贝尔 | 提名  | [ 69 ] [ 70 ]        |
| 卫星奖                           | 2014年2月23日  | 最佳电影女主角                       | 艾米·亚当斯 | 提名  | [ 69 ] [ 70 ]        |
| 卫星奖                           | 2014年2月23日  | 最佳电影男配角                       | 布莱德利·库珀 | 提名  | [ 69 ] [ 70 ]        |
| 卫星奖                           | 2014年2月23日  | 最佳电影女配角                       | 詹妮弗·劳伦斯 | 提名  | [ 69 ] [ 70 ]        |
| 卫星奖                           | 2014年2月23日  | 最佳原著剧本                         | 埃里克·沃伦·辛格和大卫·欧·拉塞尔 | 獲獎  | [ 69 ] [ 70 ]        |
| 卫星奖                           | 2014年2月23日  | 最佳剪辑                             | 杰伊·卡西迪、克里斯宾·斯特拉瑟斯和艾伦·鲍姆嘉通 | 獲獎  | [ 69 ] [ 70 ]        |
| 美国演员工会奖                   | 2014年1月18日  | 最佳电影群体演出                     | 艾米·亚当斯、克里斯蒂安·贝尔、路易·C·K、布莱德利·库珀、保罗·赫尔曼（Paul Herman）、杰克·休斯顿（Jack Huston）、詹妮弗·劳伦斯、亚历桑德罗·尼沃拉、迈克尔·佩纳（Michael Peña）、杰瑞米·雷纳、伊丽莎白·霍尔姆（Elisabeth Röhm）和谢伊·惠格姆 | 獲獎  | [ 12 ] [ 71 ]        |
| 美国演员工会奖                   | 2014年1月18日  | 最佳女配角                           | 詹妮弗·劳伦斯 | 提名  | [ 12 ] [ 71 ]        |
| 摄影机操作员协会                 | 2014年3月8日   | 年度摄影机操作员奖                   | 杰弗里·海利（Geoffrey Haley） | 提名  | [ 72 ]               |
| 东南影评人协会                   | 2013年12月16日 | 最佳影片                             | 《美国骗局》 | 第3名 | [ 73 ]               |
| 东南影评人协会                   | 2013年12月16日 | 最佳群体演出                         | 《美国骗局》 | 獲獎  | [ 73 ]               |
| 东南影评人协会                   | 2013年12月16日 | 最佳女配角                           | 詹妮弗·劳伦斯 | 第2名 | [ 73 ]               |
| 东南影评人协会                   | 2013年12月16日 | 最佳原著剧本                         | 大卫·欧·拉塞尔, 埃里克·沃伦·辛格 | 第2名 | [ 73 ]               |
| 圣路易斯影评人协会               | 2013年12月16日 | 最佳影片                             | 《美国骗局》 | 第2名 | [ 74 ] [ 75 ] [ 76 ] |
| 圣路易斯影评人协会               | 2013年12月16日 | 最佳导演                             | 大卫·欧·拉塞尔 | 提名  | [ 74 ] [ 75 ] [ 76 ] |
| 圣路易斯影评人协会               | 2013年12月16日 | 最佳男主角                           | 克里斯蒂安·贝尔 | 提名  | [ 74 ] [ 75 ] [ 76 ] |
| 圣路易斯影评人协会               | 2013年12月16日 | 最佳女主角                           | 艾米·亚当斯 | 提名  | [ 74 ] [ 75 ] [ 76 ] |
| 圣路易斯影评人协会               | 2013年12月16日 | 最佳女配角                           | 詹妮弗·劳伦斯 | 提名  | [ 74 ] [ 75 ] [ 76 ] |
| 圣路易斯影评人协会               | 2013年12月16日 | 最佳原著剧本                         | 埃里克·沃伦·辛格和大卫·欧·拉塞尔 | 第2名 | [ 74 ] [ 75 ] [ 76 ] |
| 圣路易斯影评人协会               | 2013年12月16日 | 最佳原声音乐                         | 《美国骗局》 | 提名  | [ 74 ] [ 75 ] [ 76 ] |
| 多伦多影评人协会                 | 2013年12月17日 | 最佳女配角                           | 詹妮弗·劳伦斯 | 獲獎  | [ 77 ] [ 78 ]        |
| 温哥华影评人协会                 | 2014年1月7日   | 最佳女配角                           | 詹妮弗·劳伦斯 | 獲獎  | [ 79 ] [ 80 ]        |
| 温哥华影评人协会                 | 2014年1月7日   | 最佳男配角                           | 布莱德利·库珀 | 提名  | [ 79 ] [ 80 ]        |
| 华盛顿特区影评人协会             | 2013年12月9日  | 最佳影片                             | 《美国骗局》 | 提名  | [ 81 ]               |
| 华盛顿特区影评人协会             | 2013年12月9日  | 最佳女配角                           | 詹妮弗·劳伦斯 | 提名  | [ 81 ]               |
| 华盛顿特区影评人协会             | 2013年12月9日  | 最佳原著剧本                         | 埃里克·沃伦·辛格和大卫·欧·拉塞尔 | 提名  | [ 81 ]               |
| 华盛顿特区影评人协会             | 2013年12月9日  | 最佳群体演出                         | 《美国骗局》 | 提名  | [ 81 ]               |
| 美国编剧工会奖                   | 2014年2月1日   | 最佳原著剧本                         | 埃里克·沃伦·辛格和大卫·欧·拉塞尔 | 提名  | [ 15 ]               |